# Margarida Marinho
Maria Margarida Pinto Marinho da Silva (* 27. Januar 1963 in Lissabon) ist eine portugiesische Schauspielerin und Autorin.

## Leben
Sie lernte Schauspiel an der Lissabonner Schauspielschule IFICT und studierte zudem Soziologie an der Lissabonner Hochschule ISCTE – Instituto Universitário de Lisboa., wo sie bereits in Theatergruppen spielte. Als professionelle Schauspielerin gab sie ihr Debüt 1988, mit einer Rolle in Giorgio Barberio Corsettis auf Kafka-Texten beruhendem Stück De Noite – A Saída Inesperada, das in der Freilichtbühne der Gulbenkian-Stiftung aufgeführt wurde. Es folgten weitere Theaterrollen und erste Film- und Fernsehengagements.
Nach einigen kleinen Nebenrollen in portugiesischen und internationalen Filmproduktionen machte sie Filmfreunde erstmals 1994 auf sich aufmerksam, mit ihrer Hauptrolle in Ein ganz normales Leben (Uma Vida Normal) an der Seite von Joaquim de Almeida. Mit ihrer Hauptrolle im Fernsehfilm Mais Tarde 2001 unterstrich sie ihr Potential als dramatische Darstellerin. 2016 spielte sie in José Fonseca e Costas letztem Film, Axilas.
Dem breiten Fernsehpublikum wurde sie erstmals 1996 mit ihren Auftritten in den Sketchen der Comedyserien Docas bekannt. Seither spielte sie in zahlreichen Sitcoms, Telenovelas und anderen Fernsehserien. Für ihre Rolle in der Telenovela Meu Amor wurde sie 2010 mit den Tropheus TV 7 Dias, dem Fernsehpreis der Fernsehzeitschrift TV 7 Dias ausgezeichnet.
2002 führte sie erstmals selbst Regie im Fernsehen, bei der Realityshow Academia de Estrelas.
Für ihre Nebenrolle in Sérgio Gracianos Filmdrama O Som Que Desce na Terra war sie für einige portugiesische Filmpreise nominiert, darunter die Prémios Sophia. Einen Preis erhielt sie am Ende, den CinEuphoria Award als beste Nebendarstellerin.
Ihre ganze Laufbahn hindurch war sie bislang gleichermaßen in Theater, Fernsehen und Kino präsent. Zudem veröffentlichte sie zahlreiche Erzählungen und Kolumnen in verschiedenen Zeitungen und Zeitschriften in Portugal. 2017 erschien ihr erster Jugendroman, 2022 folgte ihr zweites Kinderbuch.
Margarida Marinho heiratete im Herbst 2019 in Paris den Finanzanalysten Laurent Saglio, mit dem sie seit 2017 liiert ist. Es ist ihre dritte Ehe. Sie hat einen Sohn (Manuel Canijo, * 1994) aus ihrer ersten Ehe mit dem Regisseur João Canijo und eine Tochter (Carlota, * 2008) aus ihrer zweiten Ehe mit dem Architekten Ricardo Zúquete.

## Filmografie
- 1987: Roman Holiday; Regie: Noel Nosseck
- 1988: Cobardias (Fernsehserie)
- 1988: Il giovane Toscanini; Regie: Franco Zeffirelli
- 1988: Duke; Regie: Nelson Pinto
- 1990: Sul (Kurzfilm); Regie: Graça Castanheira
- 1991: Am Ende einer Kindheit (A Idade Maior); Regie: Teresa Villaverde
- 1991: O OIro do Bandido; Regie: Luís Alvarães
- 1991: Perdidos e Achados (Fernsehfilm, Synchronstimme); Regie: Pedro M. Ruivo
- 1992: Die vier Elemente: Die Luft - Mein Geburtstag (No Dias dos Meus Anos); Regie:João Botelho
- 1992: Requiem para um Narciso (Fernsehfilm); Regie: João Pedro Ruivo
- 1993: A Força do Atrito (Synchronstimme); Regie: Pedro M. Ruivo
- 1993: Marie; Regie: Marian Handwerker
- 1993: Fluchtpunkt (O Fio do Horizonte); Regie: Fernando Lopes
- 1994: Ein ganz normales Leben (Uma Vida Normal); Regie: Joaquim Leitão
- 1994: Angelas Rache (Elles n'oublient jamais); Regie: Christopher Frank
- 1994: Manual de Evasão; Regie: Edgar Pêra
- 1994: Sozinhos em Casa (Sitcom, 1 Folge)
- 1994: Fado majeur et mineur; Regie: Raúl Ruiz
- 1994: Laços de Sangue; Regie: Pál Erdőss
- 1994: O Assassino da Voz Meiga (Kurzfilm); Regie: Artur Ribeiro
- 1995: Cluedo (Fernsehserie)
- 1995: Fugueuses; Regie:Nadine Trintignant
- 1996: Docas (Fernsehserie)
- 1996: Dois Dragões (Kurzfilm); Regie: Margarida Cardoso
- 1996: Os Imparáveis (Fernsehserie, 1 Folge)
- 1997: Herman Enciclopédia (Comedyserie, 1 Folge)
- 1997: 1, 2, 3 (Fernsehserie/Spielshow, 1 Folge)
- 1997: Quand j'étais p'tit (Fernsehfilm); Regie: Daniel Janneau
- 1997: Riscos (Fernsehserie, 1 Folge)
- 1997: Meu Querido Avô (Sitcom, 1 Folge)
- 1997–1998: A Grande Aposta (Telenovela, 150 Folgen)
- 1998: Solteros (Sitcom)
- 1998: As Lições do Tonecas (Comedyserie, 1 Folge)
- 1998: Vidas Proibidas - Ballet Rose (Miniserie, 4 Folgen)
- 1998: No Caminho para a Escola (Kurzfilm); Regie: Marco Martins
- 198–1999:Diário de Maria (Fernsehserie, 41 Folgen)
- 1999: Fuga (Fernsehfilm); Regie: Luís Filipe Costa
- 1999: Jornalistas (Fernsehserie, 1 Folge)
- 1999: Macau, as Duas Faces de Cláudia (Miniserie)
- 1999: Docas 2 (Fernsehserie, 1 Folge)
- 1999–2000: Todo o Tempo do Mundo (Telenovela, 130 Folgen)
- 2001: Cavaleiros De Água Doce (Fernsehfilm); Regie: Tiago Guedes
- 2001: Querida Mãe (Fernsehfilm); Regie: José Sacramento
- 2001: Mais Tarde (Fernsehfilm); Regie: Fátima Ribeiro
- 2001: Segredo de Justiça (Fernsehserie, 1 Folge)
- 2002: As Contas do Morto; Regie: Rita Nunes
- 2002: Aparelho Voador a Baixa Altitude; Regie: Solveig Nordlund
- 2003: A Filha; Regie: Solveig Nordlund
- 2003: Coração Malandro (Telenovela, 180 Folgen)
- 2004: Les jumeaux oubliés (Fernsehfilm); Regie: Jérôme Cornuau
- 2005: Um Tiro no Escuro; Regie: Leonel Vieira
- 2005–2006: Dei-te Quase Tudo (Telenovela, 195 Folgen)
- 2006: Bocage (Miniserie, 6 Folgen)
- 2007: Nome de Código: Sintra (Miniserie, 13 Folgen)
- 2007: Confissões de Mulheres de 30 (Fernsehfilm); Regie: Domingos de Oliveira
- 2007: Vingança (Telenovela, 45 Folgen)
- 2008: A Outra (Telenovela, 144 Folgen)
- 2008: 4 Copas; Regie: Manuel Mozos
- 2009–2010: Meu Amor (Telenovela, 348 Folgen)
- 2010: O Jantar Serve-se Frio (Kurzfilm); Regie: João Lascas, Elvis Veiguinha
- 2011–2012: Remédio Santo (Telenovela, 408 Folgen)
- 2012: A Teia de Gelo; Regie: Nicolau Breyner
- 2013: Mundo ao Contrário (Telenovela, 146 Folgen)
- 2014: O Beijo do Escorpião (Telenovela, 200 Folgen)
- 2015: Beatriz: Entre a Dor e o Nada; Regie: Alberto Graça
- 2015–2016: Poderosas (Telenovela, 225 Folgen)
- 2016: Axilas; Regie: José Fonseca e Costa
- 2016: Mata Hari (Fernsehserie)
- 2017: Vidago Palace (Miniserie)
- 2017–2018: País Irmão (Fernsehserie)
- 2019: Sul (Miniserie)
- 2020: The General (A Generala) (Miniserie)
- 2021: O Som Que Desce na Terra; Regie: Sérgio Graciano
- 2021: Sequía (Miniserie)
- 2022: Cuba Libre (Miniserie)